# Asociación de Fútbol de Liberia
La Asociación de Fútbol de Liberia (en inglés: Liberia Football Association; abreviado LFA) es el organismo rector del fútbol en Liberia, con sede en el Estadio Antoinette Tubman en Monrovia. Fue fundada en 1936 y desde 1962 es miembro de la FIFA y de la CAF. Organiza el campeonato de Liga y de Copa, así como los partidos de la selección nacional en sus distintas categorías.